# Damastes validus
Damastes validus är en spindelart som först beskrevs av John Blackwall 1877.  Damastes validus ingår i släktet Damastes och familjen jättekrabbspindlar.
Artens utbredningsområde är Seychellerna. Inga underarter finns listade i Catalogue of Life.